# Julia Krajewski
Julia Krajewski (Langenhagen, 22 oktober 1988) is een Duitse azamone, die gespecialiseerd is in eventing. Krajewski nam tweemaal deel aan de Olympische Zomerspelen. Tijdens de Olympische Zomerspelen 2016 won Krajewski de zilveren medaille in de landenwedstrijd. Tijdens de Olympische Zomerspelen van Tokio werd ze de eerste vrouw die olympisch kampioen eventing werd, in 1964 namen voor de eerste maal vrouwen deel aan het onderdeel eventing.

## Resultaten

### Olympische Zomerspelen
| Jaar | Plaats         | Resultaten                                                               |
| ---- | -------------- | ------------------------------------------------------------------------ |
| 2016 | Rio de Janeiro | uitgevallen individueel met Samourai du Thot · team met Samourai du Thot |
| 2020 | Tokio          | individueel met Amande de B'Neville 6e team met Amande de B'Neville      |

1912: Axel Nordlander ·
1920: Helmer Mörner ·
1924: Dolf van der Voort van Zijp ·
1928: Charles Pahud de Mortanges ·
1932: Charles Pahud de Mortanges ·
1936: Ludwig Stubbendorf ·
1948: Bernard Chevallier ·
1952: Hans von Blixen-Finecke jr. ·
1956: Petrus Kastenman ·
1960: Lawrence Morgan ·
1964: Mauro Checcoli ·
1968: Jean-Jacques Guyon ·
1972: Richard Meade ·
1976: Edmund Coffin ·
1980: Euro Federico Roman ·
1984: Mark Todd ·
1988: Mark Todd ·
1992: Matt Ryan ·
1996: Blyth Tait ·
2000: David O'Connor ·
2004: Leslie Law ·
2008: Hinrich Romeike ·
2012: Michael Jung ·
2016: Michael Jung ·
2020: Julia Krajewski ·
2024: Michael Jung
- Gemeinsame Normdatei: 1238109004
- Virtual International Authority File: 3523162844759473240007